# チャイロオナガ
チャイロオナガ (Dendrocitta vagabunda)は、スズメ目カラス科の鳥類。

## 分布
中国、インド、バングラデシュ、ベトナム